# 1 500 meter för damer i friidrott vid olympiska sommarspelen 2012
Damernas 1500 meter vid olympiska sommarspelen 2012, i London i Storbritannien avgjordes den sjätte, åttonde och tionde augusti på Londons Olympiastadion. Tävlingen börjar med en försöksomgång där alla deltagare deltar för att kvalificera sig till det efterföljande steget i tävlingen. Efter försöksomgången följer semifinaler och till sist finalen där 8 idrottare deltar. Nancy Langat från Kenya var regerande mästare efter att hon i Peking 2008 vunnit finalen.
Aslı Çakır Alptekin från Turkiet vann guld i tävlingen, Gamze Bulut från Turkiet vann silver och Maryam Yusuf Jamal från Bahrain vann brons. Çakır Alptekin och Bulut testade båda positivt för doping och fråntogs sina medaljer. Maryam Yusuf Jamal blev då istället guldmedaljör medan ryska Tatiana Tomasjova tog silver och etiopiska Abeba Aregawi tog brons.

## Medaljörer
| Gren        | Guld               | Guld               | Silver              | Silver              | Brons                      | Brons                      |
| 1 500 meter | Asli Çakir Turkiet | Asli Çakir Turkiet | Gamze Bulut Turkiet | Gamze Bulut Turkiet | Maryam Yusuf Jamal Bahrain | Maryam Yusuf Jamal Bahrain |

## Rekord
Före tävlingarna gällde dessa rekord:
| Världsrekord (WR)     | Yunxia Qu (CHN)              | 3.50,46 | Beijing, Kina    | 11 september 1993 | [ 4 ] |
| Olympiskt rekord (OR) | Paula Ivan (ROU)             | 3.53,96 | Seoul, Sydkorea  | 26 september 1988 | [ 5 ] |
| Världsårsbästa (WL)   | Mariem Alaoui Selsouli (MAR) | 3.56,15 | Paris, Frankrike |                   |       |

## Program
Tider anges i lokal tid, det vill säga västeuropeisk sommartid (UTC+1).
6 augusti
- 11:45 – Försök

8 augusti
- 19:45 – Semifinal

10 augusti
- 20:55 – Final

## Resultat
- Q innebär avancemang utifrån placering i heatet.
- q innebär avancemang utifrån total placering.
- DNS innebär att personen inte startade.
- DNF innebär att personen inte fullföljde.
- DQ innebär diskvalificering.
- NR innebär nationellt rekord.
- OR innebär olympiskt rekord.
- WR innebär världsrekord.
- WJR innebär världsrekord för juniorer
- AR innebär världsdelsrekord (area record)
- PB innebär personligt rekord.
- SB innebär säsongsbästa.

### Försöksomgång
Den inledande försöksomgången ägde rum den 6 augusti. De sex snabbaste deltagarna i varje heat (Q) samt de sex snabbaste av de som slutade på sjunde plats eller sämre (q) i varje heat kvalificerade sig till semifinalerna.

#### Heat 1
| Rank | Namn                       | Tid     | Noteringar |
| ---- | -------------------------- | ------- | ---------- |
| 1    | Abeba Aregawi (ETH)        | 4.04,55 | Q, PB      |
| 2    | Tatjana Tomasjova (RUS)    | 4.05,10 | Q          |
| 3    | Maryam Yusuf Jamal (BHR)   | 4.05,39 | Q          |
| 4    | Hellen Onsando Obiri (KEN) | 4:05.40 | Q          |
| 5    | Hannah England (GBR)       | 4:05.73 | Q          |
| 6    | Hilary Stellingwerff (CAN) | 4:05.79 | Q          |
| 7    | Shannon Rowbury (USA)      | 4:06.03 | q          |
| 8    | Lucy van Dalen (NZL)       | 4:07.04 | q          |
| 9    | Lucia Klocova (SVK)        | 4:07.79 | q, NR      |
| 10   | Corinna Harrer (GER)       | 4:07.83 | q          |
| 11   | Marina Munćan (SRB)        | 4:11.25 |            |
| 12   | Tereza Capkova (CZE)       | 4:12.15 |            |
| 13   | Anzjelika Sjevtjenko (UKR) | 4:12.97 |            |
| 14   | Natalia Rodríguez (ESP)    | 4:16.18 |            |
| 15   | Tuğba Karakaya (TUR)       | 4:29.21 |            |
| N/A  | Btissam Lakhouad (MAR)     | N/A     | DNF        |

#### Heat 2
| Rank | Namn                         | Tid     | Noteringar |
| ---- | ---------------------------- | ------- | ---------- |
| 1    | Lisa Dobriskey (GBR)         | 4.13,32 | Q          |
| 2    | Siham Hilali (MAR)           | 4.13,34 | Q          |
| 3    | Aslı Çakır Alptekin (TUR)    | 4.13,64 | Q          |
| 4    | Nuria Fernández (ESP)        | 4:13.72 | Q          |
| 5    | Kaila McKnight (AUS)         | 4:13.80 | Q          |
| 6    | Jennifer Simpson (USA)       | 4:13.81 | Q          |
| 7    | Jekaterina Martinova (RUS)   | 4:13.86 |            |
| 8    | Genzeb Shumi (BHR)           | 4:14.02 |            |
| 9    | Meskerem Assefa (ETH)        | 4:15.52 |            |
| 10   | Eunice Jepkoech Sum (KEN)    | 4:16.95 |            |
| 11   | Sonja Roman (SLO)            | 4:19.17 |            |
| 12   | Eliane Saholinirina (MAD)    | 4:19.46 |            |
| 13   | Renata Plis (POL)            | 4:19.62 |            |
| 14   | Chancel Ilunga Sankuru (COD) | 5:05.25 |            |
| N/A  | Ingvill Makestad Bovim (NOR) | N/A     | DNS        |

#### Heat 3
| Rank | Namn                         | Tid     | Noteringar |
| ---- | ---------------------------- | ------- | ---------- |
| 1    | Gamze Bulut (TUR)            | 4.06,69 | Q          |
| 2    | Morgan Uceny (USA)           | 4:06,87 | Q          |
| 3    | Natalja Karejva (BLR)        | 4.06,87 | Q, SB      |
| 4    | Jekaterina Kostetskaja (RUS) | 4:06.94 | Q          |
| 5    | Mimi Belete (BHR)            | 4:07.01 | Q, SB      |
| 6    | Laura Weightman (GBR)        | 4:07.29 | Q          |
| 7    | Nicole Sifuentes (CAN)       | 4:07.65 | q          |
| 8    | Zoe Buckman (AUS)            | 4:07.83 | q          |
| 9    | Faith Kipyegon (KEN)         | 4:08.78 |            |
| 10   | Genzebe Dibaba (ETH)         | 4:11.15 |            |
| 11   | Janet Achola (UGA)           | 4:11.64 |            |
| 12   | Isabel Macías (ESP)          | 4:13.07 |            |
| 13   | Anna Misjtjenko (UKR)        | 4:13.63 |            |
| 14   | Betlhem Desalegn (UAE)       | 4:14.07 |            |
| 15   | Gladys Landaverde (ESA)      | 4:18.26 | NR         |

### Semifinaler
Semifinalerna ägde rum den 8 augusti. De fem snabbaste deltagarna i varje heat (Q) samt de två snabbaste av de som slutade på sjätte plats eller sämre (q) kvalificerade sig till finalen.

#### Heat 1
| Rank | Namn                         | Tid     | Noteringar |
| ---- | ---------------------------- | ------- | ---------- |
| 1    | Aslı Çakır Alptekin (TUR)    | 4.05,11 | Q          |
| 2    | Jekaterina Kostetskaja (RUS) | 4.05,32 | Q          |
| 3    | Morgan Uceny (USA)           | 4.05,34 | Q          |
| 4    | Lisa Dobriskey (GBR)         | 4:05.35 | Q          |
| 5    | Shannon Rowbury (USA)        | 4:05.47 | Q          |
| 6    | Hilary Stellingwerff (CAN)   | 4:05.57 |            |
| 7    | Corinna Harrer (GER)         | 4:05.70 |            |
| 8    | Mimi Belete (BHR)            | 4:05.91 | SB         |
| 9    | Hannah England (GBR)         | 4:06.35 |            |
| 10   | Nuria Fernandez (ESP)        | 4:06.57 | SB         |
| 11   | Lucy van Dalen (NZL)         | 4:06.97 |            |
| 12   | Kaila McKnight (AUS)         | 4:08.44 |            |

#### Heat 2
| Rank | Namn                       | Tid     | Noteringar |
| ---- | -------------------------- | ------- | ---------- |
| 1    | Abeba Aregawi (ETH)        | 4.01,03 | Q          |
| 2    | Gamze Bulut (TUR)          | 4.01,18 | Q, PB      |
| 3    | Tatjana Tomasjova (RUS)    | 4.02,10 | Q          |
| 4    | Maryam Yusuf Jamal (BHR)   | 4:02.18 | Q, SB      |
| 5    | Hellen Onsando Obiri (KEN) | 4:02.30 | Q          |
| 6    | Natalja Karejva (BLR)      | 4:02.37 | q, PB      |
| 7    | Laura Weightman (GBR)      | 4:02.99 | q, PB      |
| 8    | Lucia Klocova (SVK)        | 4:02.99 | q, NR      |
| 9    | Siham Hilali (MAR)         | 4:04.79 |            |
| 10   | Zoe Buckman (AUS)          | 4:05.03 | PB         |
| 11   | Nicole Sifuentes (CAN)     | 4:06.33 |            |
| 12   | Jennifer Simpson (USA)     | 4:06.89 |            |

### Final
Finalen ägde rum den 10 augusti.
| \| Placering \| Idrottare \| Nation \| Tid \| Noteringar \| \| --------- \| ---------------------- \| -------------- \| ------- \| -------------- \| \| 1 \| Maryam Yusuf Jamal \| Bahrain \| 4.10,74 \| \| \| 2 \| Tatiana Tomasjova \| Ryssland \| 4.10,90 \| \| \| 3 \| Abeba Aregawi \| Etiopien \| 4.11,03 \| \| \| 4 \| Shannon Rowbury \| USA \| 4.11,26 \| \| \| 5 \| Lucia Klocová \| Slovakien \| 4.12,64 \| \| \| 6 \| Lisa Dobriskey \| Storbritannien \| 4.13,02 \| \| \| 7 \| Laura Weightman \| Storbritannien \| 4.15,60 \| \| \| 8 \| Hellen Onsando Obiri \| Kenya \| 4.16,57 \| \| \| n/a \| Morgan Uceny \| USA \| n/a \| 0DNF0 \| \| n/a \| Aslı Çakır Alptekin \| Turkiet \| 4:10.23 \| 0DSQ0 (doping) \| \| n/a \| Gamze Bulut \| Turkiet \| 4:10.40 \| 0DSQ0 (doping) \| \| n/a \| Natalja Karejva \| Belarus \| 4:11.58 \| 0DSQ0 (doping) \| \| n/a \| Jekaterina Kostetskaja \| Ryssland \| 4:12.90 \| 0DSQ0 (doping) \| | Fredagen den 10 augusti 2012 Olympic Stadium, London, Storbritannien |                |         |                |
| Placering | Idrottare                                                            | Nation         | Tid     | Noteringar     |
| 1 | Maryam Yusuf Jamal                                                   | Bahrain        | 4.10,74 |                |
| 2 | Tatiana Tomasjova                                                    | Ryssland       | 4.10,90 |                |
| 3 | Abeba Aregawi                                                        | Etiopien       | 4.11,03 |                |
| 4 | Shannon Rowbury                                                      | USA            | 4.11,26 |                |
| 5 | Lucia Klocová                                                        | Slovakien      | 4.12,64 |                |
| 6 | Lisa Dobriskey                                                       | Storbritannien | 4.13,02 |                |
| 7 | Laura Weightman                                                      | Storbritannien | 4.15,60 |                |
| 8 | Hellen Onsando Obiri                                                 | Kenya          | 4.16,57 |                |
| n/a | Morgan Uceny                                                         | USA            | n/a     | 0DNF0          |
| n/a | Aslı Çakır Alptekin                                                  | Turkiet        | 4:10.23 | 0DSQ0 (doping) |
| n/a | Gamze Bulut                                                          | Turkiet        | 4:10.40 | 0DSQ0 (doping) |
| n/a | Natalja Karejva                                                      | Belarus        | 4:11.58 | 0DSQ0 (doping) |
| n/a | Jekaterina Kostetskaja                                               | Ryssland       | 4:12.90 | 0DSQ0 (doping) |